# 廖磊
廖 磊（りょう らい）は、中華民国の軍人。国民革命軍に属す一方で、新広西派（新桂系）の有力幹部の1人でもある。字は燕農。

## 事跡

### 湘軍での台頭
1906年（光緒32年）、桂林に向かい広西陸軍小学堂第2期で学ぶ。1911年（宣統3年）に卒業し、湖北陸軍第三中学第2期生となった。武昌起義（辛亥革命）が勃発すると、廖磊も革命派として参戦し、清朝軍との戦いで負傷している。中華民国成立後の1913年（民国2年）に陸軍第一予備学校に入学、その翌年には保定陸軍軍官学校に進学して第2期生となった。1916年（民国5年）6月に卒業している。卒業後は湖南省の湘軍（湖南陸軍）に配属され、軍功を重ねて1920年（民国9年）には団長にまで昇進した。
1926年（民国15年）6月、湘軍の唐生智が国民革命軍に易幟して第8軍軍長となると、これに属していた廖磊も第8軍第4師副師長に任ぜられた。廖も唐に従って北伐に参加し、北京政府軍との戦いで軍功をあげた。10月に武漢を攻略すると、第8軍は3個軍を抱える集団軍に拡充され、廖はそのうちの1軍である第36軍で第1師師長となっている。1927年（民国16年）10月、寧漢戦争が勃発すると、廖は唐生智に従い新広西派の李宗仁・白崇禧らと戦った。しかし唐は敗北して下野し、廖は湖北省に留まって白に降伏、新広西派に組み込まれることになる。その結果、軍の再編に伴い廖は国民革命軍第36軍軍長に昇進した。

### 新広西派での活動
まもなく廖磊は新広西派の第4集団軍の一翼を担うことになり、再開された北伐でも北京攻略に貢献する軍功をあげている。北伐完了後、廖は第36軍を率いて唐山に駐屯し、1929年（民国18年）1月、軍縮に伴い第36軍は第53師に縮小されたが引き続き廖が師長を務めた。1929年（民国18年）3月、蔣桂戦争が勃発すると、廖磊は蔣介石からの離反の唆しにもかかわらず新広西派支持を堅持する。廖は北方に留まっていた白崇禧を広西に脱出させるなど支援した後、自身は蔣への抗議の意味も込めて師長を辞任、下野した。
1930年、廖は白の要請に応じて広西省へ戻り、護党救国軍（新広西派の軍）に前敵総指揮部参謀長として起用された。3月、護党救国軍が第1方面軍に改組されると、廖は同方面軍第7軍副軍長兼参謀長となり、中原大戦で蔣介石軍と交戦している。中原大戦自体は新広西派など反蔣派の敗北に終わったものの、廖らは広西へ侵攻してきた盧漢率いる雲南軍（親蔣派であった）の撃退には成功した。
1931年（民国20年）1月、廖磊は第7軍軍長に昇進し、柳州に駐屯している。新広西派による広西統治においては、廖は軍事的統制の面で力を揮った。例えば1929年末からの中国共産党（紅軍）蜂起や1933年（民国22年）のヤオ族（瑶族）蜂起は、廖磊がその鎮圧を主導している。しかし1934年（民国23年）からの紅軍の長征に際しては、廖はこれを迎撃したものの各地で反撃に遭い、損害も大きかった。

### 日中戦争最中の急死
1937年（民国26年）、日中戦争（抗日戦争）が勃発すると、廖磊は第11集団軍副総司令兼第7軍軍長に任ぜられ、第5戦区で日本軍を迎撃した。同年10月、廖は第21集団軍総司令兼第48軍軍長に昇進、上海方面へ向かい、日本軍と交戦している。この交戦で廖の軍は損害が大きく、いったん湖南省で再編に務めた後、翌1938年（民国27年）春に安徽省入りする。同年4月、徐州方面で日本軍を迎撃し、これと交戦した。
9月、廖磊は引き続き前線指揮をとる李宗仁の後任として安徽省政府主席に任命された。翌月には豫鄂皖辺区遊撃兵団司令も兼ねている。廖は安徽省を抗日のための基地とすべく、軍事訓練の精緻化や行政機構の改革を推進し、一定の成果をあげた。また、新四軍との連携も進展させるなど容共的な姿勢も示している。しかしこの容共的な姿勢は、安徽省内のCC派や同じ新広西派の李品仙ら反共勢力の批判や反発を招くことになり、廖はこれらへの対応にも苦慮した。
1939年（民国28年）10月23日、廖磊は脳溢血で突然倒れ、そのまま死去した。享年50（満49歳）。その後、李品仙が後任の安徽省政府主席となり、容共路線は反共路線へと転換されていくことになる。